# Reumatología

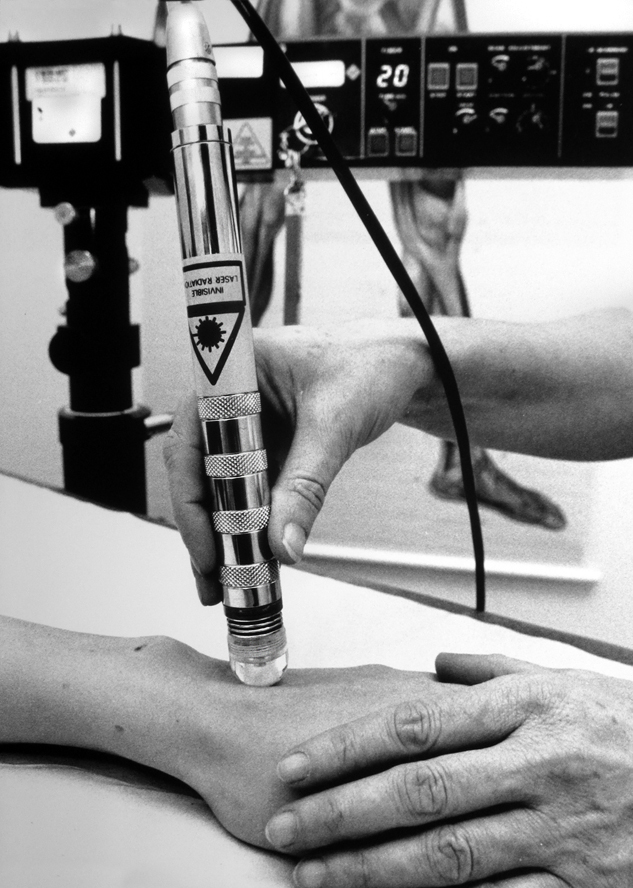

La reumatología es una especialidad médica dedicada a los trastornos médicos (no los quirúrgicos) del aparato locomotor y del tejido conectivo, que abarca un gran número de entidades clínicas conocidas en conjunto como enfermedades reumáticas, a las que se suman un gran grupo de enfermedades de afectación sistémica: las conectivopatías.
Los reumatólogos tratan principalmente a los pacientes con entidades clínicas de afectación localizada que dañan generalmente las articulaciones, huesos, músculos, tendones y fascias, etc., e incluso enfermedades con expresión sistémica.

«Aunque algunos de los aforismos de Hipócrates ya se referían a enfermedades articulares y la palabra "reuma" fue introducida en el siglo I d. C., el concepto de "reumatismo" como síndrome músculo-esquelético corresponde a la era moderna».
Tena Marsà, Medicina interna, Farrera-Rozman

La Sociedad Española de Reumatología se creó el 5 de junio de 1948, siendo inscrita Registro Nacional de Asociaciones del Ministerio del Interior. En 1952 la Especialidad de reumatología fue reconocida por el Ministerio de Educación en España.

## Clasificación de las enfermedades reumatológicas
La reumatología se dedica a un amplio abanico de enfermedades, la mayoría de etiología desconocida y mecanismos fisiopatológicos no muy bien definidos. Esto ha dificultado bastante estructurar una clasificación general de las entidades clínicas que entran en el dominio de la reumatología. Sin embargo, tras años de estudio e investigación se han ido elaborando clasificaciones para lograr una aproximación más cabal al enfermo con patología reumatológica.
Las enfermedades reumatológicas en niños son poco frecuentes, pero potencialmente graves, y tienen particularidades específicas que requieren habilidades y un alto índice de sospecha en su abordaje inicial en la consulta de pediatría de atención primaria.
1) Artropatias degenerativas:
artrosis (enfermedad degenerativa articular) = osteoartritis, síndrome artrósico
- primaria (idiopática):
  - localizada: nódulos de Heberden; nódulos de Bouchard; rizartrosis del pulgar; gonartrosis; coxartrosis; otras.
  - generalizada.

- secundaria (a otros procesos patológicos): postraumática; congénita; localizada o generalizada.

- espondiloartrosis: discartrosis; artrosis interapofisaria; uncartrosis.

2) Artopatias inflamatorias:
- artritis reumatoide y síndrome de Felty

- espondiloartropatías
  - espondilitis anquilosante
  - artritis psoriásica (artropatía psoriásica)
  - artritis reactiva
  - artritis asociada a enfermedades inflamatorias del intestino
  - otras: espondiloartropatía indiferenciada, síndrome SAPHO, uveítis anterior aguda.

- artritis juvenil idiopática
- enfermedades por microcristales: gota
- artritis séptica.

3) Condiciones sistémicas y enfermedades del tejido conectivo
- lupus eritematoso sistemico
- esclerosis sistemica
- síndrome de Sjögren
- polimiositis
- dermatomiositis
- polimialgia reumática
- enfermedad mixta del tejido conjuntivo
- sarcoidosis
- vasculitis:
  - púrpura de Schönlein-Henoch
  - poliarteritis nodosa
  - arteritis de la temporal
  - enfermedad del suero
  - granulomatosis de Wegener
  - arteritis de células gigantes
  - arteritis de Takayasu
  - síndrome de Behçet
  - enfermedad de Kawasaki
  - poliangitis microscópica
  - tromboangeitis obliterans: enfermedad de Buerger

4) Reumatismo de tejidos blandos
- lesiones yuxtaarticulares: bursitis, tendinitis, entesopatías, quistes
- alteraciones del disco intervertebral
- lumbalgia
- síndromes dolorosos misceláneos: fibromialgia, reumatismo, reumatismo psicógeno, cervicalgia
- codo de tenista, codo de golfista y bursitis oleocraneana

5) Enfermedad asociado a los huesos
- osteoporosis
- osteomalacia
- osteodistrofia renal
- fluorosis
- raquitismo
- osteoartropatía hipertrófica
- hiperostosis anquilosante
- enfermedad de Paget
- osteólisis / condrólisis
- costocondritis (Tietze)
- osteítis condensante del ilíaco
- displasia congénita de cadera
- condromalacia rotuliana

6) Enfermedades congénitas y familiares que afectan las articulaciones
- síndrome de Ehlers-Danlos
- síndrome de Hiperlaxitud articular
- síndrome de Marfan
- osteogénesis imperfecta

7) Síndromes reumáticos asociados a agentes infecciosos
- por mecanismo directo
- reactivos

8) Enfermedades metabólicas/endocrinas asociadas a reumatismos
- otras anomalías bioquímicas: amiloidosis, hemofilia
- trastornos hereditarios: fiebre mediterránea familiar

9) Neoplasias
- primarias
- secundarias: síndrome paraneoplásico, metástasis

10) Trastornos neurovasculares
- articulación de Charcot
- síndromes compresivos
- distrofia simpática refleja
- eritromelalgia
- síndrome de Raynaud

11) Miscelánea con manifestaciones articulares
- reumatismo palindrómico
- hidrartrosis intermitente
- reumatismos relacionados con fármacos (con excepción del lupus)
- reticulohistiocitosis multicéntrica
- sinovitis vellosonodular pigmentada
- déficit de vitamina C (escorbuto)
- enfermedad pancreática
- hepatitis crónica activa
- traumatismo musculoesquelético

12) Otras:
- síndrome antifosfolípidos
- enfermedad indiferenciada del tejido conjuntivo
- síndrome similar al lupus o lupus probable
- síndromes asociados al antígeno Jo-1
- granuloma de la línea media
- paniculitis y otros trastornos de la grasa cutánea (lipodistrofias)
- policondritis recidivante
- fibrosis de tipo idiopático o fibrosis sistémicas
- enfermedad de Berger (nefropatía por IgA)
- síndrome de Churg-Strauss
- púrpura crioglobulinémica
- vasculitis leucocitaria cutánea
- vasculitis por hipersensibilidad
- vasculitis primaria del sistema nervioso central.
- fascitis difusa con/sin eosinofilia
- enfermedad de Still del adulto
- vasculitis necrosante y variantes de vasculopatías
- espondilitis
- eritema nodoso